# デコメール
デコメールは、携帯電話でcHTML形式のメールを編集・送受信可能とするNTTドコモのサービス名称（「デコメ」と略される場合もある）、および同社の登録商標である（「デコメール」:登録番号第4736903号、「デコメ」:登録番号第4728342号）。
デコメール Ver.4.0以降の対応端末では、静止画像に加えてインラインFlashが利用可能。
au（KDDI／沖縄セルラー電話）では「デコレーションメール」、ソフトバンクモバイルでは「デコレメール」（旧称：アレンジメール）、ウィルコムでは「デコラティブメール」の名称で類似サービスを提供している。なおイー・モバイルでも同種のサービスが利用可能だが、特にサービス名称はない。

## 概要
メール本文の編集・表示をcHTML対応することにより、cHTML形式のウェブサイト（いわゆるiモードサイト）と同様に、文字に着色したり、メールに文字以外の静止画像やアニメーション画像を利用することができる。テキストのみ（プレーンテキスト形式）を用いた場合と比べてより多彩な表現や装飾が可能となっている。
デコメール機能に対応したiモード端末で利用できる。なお、デコメール非対応の端末にデコメールを送信した場合には、当該デコメールを保存したウェブサイトへのURLが送信され、当該ウェブサイトにiモードでアクセスする事により閲覧可能となる。
デコメールのひな形や、デコメ絵文字（いわゆるデコメ画像、後述）を提供する携帯ウェブサイトは、大きく分けて公式サイトと非公式サイト（勝手サイト）に分かれる。公式サイトは、有料で利用できるものが一般的で、非公式サイトは、広告モデルの無料サイトが一般的である。

## デコメ絵文字
デコメール仕様Ver.3以降対応端末では、20×20ドットのインライン画像（メール添付画像など）を「デコメ絵文字」として取り扱う。
簡単な文字やイラストによるデコメ絵文字（画像）はデコメールの装飾に使われる。
本来のデコメールの編集・利用と比較して、単にデコメ画像を添付するだけであり操作が簡便であることや、他社携帯電話・PHSやコンピュータ端末との互換性などに利点がある。

## デコメアニメ
906i、706iシリーズのリリースとともに新たにデコメールに加わった機能。メールにFlashでできたアニメーションの挿入が可能。これにより表現力の向上とともに、従来の表示するだけのデコメールから、受信者の操作によってアニメーションが展開されるという仕掛け付メールの作成ができるようになった。
デコメアニメのテンプレートには独自にメッセージなどを加えることもでき、受信した携帯電話の日時や電池残量などに連動させることもできる。
Flash Lite 3.0以降を搭載した機種に対応し、それ以外の非対応機種ならびに他のキャリアの携帯電話ではNTTドコモ側でFlash Lite 1.1仕様に変換・保存され、URLが記載されたメールが送信される。パソコンあてには添付ファイルとして送付されるが、いずれの場合も、完全に表示できるわけではないとしている。
また、デコメアニメのテンプレートそのものの作成にはNTTドコモが配布するソフトウェアでの変換処理が必要。

## 問題点
画像をメールに添付して送信するという性質上、パケット定額制に加入していない場合は受信側にもパケット料金が発生する。そのため、望まないデコメールを受信してしまい料金がかかってしまうことになる。現在、デコメール対応機種においてこれを拒否する方法はない。（ただし通常のメールでも特定の場合を除きパケット料金が発生しないわけではない点に留意。）

## 対応機種
※以下はいずれも2009年9月現在。

### NTTドコモ
原則としてFOMA 900i/700i以降と、ドコモ スマートフォンのうちspモードに対応する機種で対応している。ムーバは全機種非対応。
ただしSIMPUREシリーズやノキア製の一部機種（NM706i、NM705i、NM850iG）は非対応なほか、らくらくホンシリーズ（らくらくホンVまで）やSH851i、D800iDSなど一部機種では利用に制限がある。
またiモードメールをパソコンやスマートフォンで行うためのiモード.netでも利用することが可能となる。

### au（KDDI／沖縄セルラー電話）
基本的にCDMA 1X WINの2007年春モデル以降と、ISシリーズ一部のスマートフォンで対応している（ただしmamorino(KYY01)と業務用スマートフォンは除く。なお、2006年モデルでも一部利用可能な機種(例・W41SHなど)がある）。cdmaOne・CDMA 1X（非WIN機種）は全機種非対応。

### SoftBank
基本的にSoftBank 3Gの9xx/8xx/7xx系機種（ただし90x/80x/70x系とS!メール非対応の740N/741Nは除く）で対応している。
SoftBank 6-2は全機種非対応。iPhoneでも原則として利用できないがiPhoneアプリ[スマイリーメール]を利用することにより送信可能。

### イー・モバイル
H11LCを除く通話サービス対応端末全機種で利用可能。

### ウィルコム
WS009KE（9(nine)+）、WS018KE（WILLCOM 9）、WX331K（HONEY BEE）、WX330K、WX331KC（HONEY BEE2）、WS023T（WILLCOM LU）、WX340K、WX341K（BAUM）、WX341K P（PremmiumBar）、WS020SH（WILLCOM 03）、WS011SH（Advanced/W-ZERO3[es]）